# Lechago
Lechago es una localidad española del municipio de Calamocha, perteneciente a la provincia de Teruel, en la comunidad autónoma de Aragón. En 2022 contaba con 44 habitantes (INE 2022)

## Geografía
Se ubica en la comarca del Jiloca. La localidad está situada en la cuenca del río Pancrudo (afluente del Jiloca), junto a la rambla de Cuencabuena.
Posee apeadero de tren (línea Zaragoza-Teruel-Valencia) y la comunicación por carretera con la capital aragonesa (Zaragoza) y la provincial (Teruel) se hace a través de la Autovía Mudéjar (A-23), a través de las salidas más próximas por Ferreruela de Huerva o Calamocha.

## Historia
En el año 1248, por privilegio de Jaime I, este lugar se desliga de la dependencia de Daroca, pasando a formar parte de la liga Sesma de Barrachina en la Comunidad de Aldeas de Daroca, que en 1838 fue disuelta. En las inmediaciones de Lechago, en el barranco del Castillejo, sobre un cerro se encuentra los restos de un antiguo castillo, posiblemente de origen medieval, del que solo se conserva parte de una de sus torres, también cerca de este lugar fue hallado un exvoto, posiblemente de época ibérica, junto con otros hallazgos de cerámica romana dan una idea de la larga ocupación de este lugar, también cerca de este lugar se encuentran las cuevas de la Negra y la Mora.
A mediados del siglo XIX, el lugar, por entonces con ayuntamiento propio, tenía contabilizada una población de 461 habitantes. Aparece descrito en el décimo volumen del Diccionario geográfico-estadístico-histórico de España y sus posesiones de Ultramar de Pascual Madoz de la siguiente manera:

LECHAGO: l. con ayunt. en la prov. de Teruel (14 horas), part. jud. de Calamocha (3/4), dióc. aud. terr. y c. g. de Zaragoza (18). sit. en un valle en la carretera que conduce desde Zaragoza á Valencia; goza de clima templado, le combaten con mas frecuencia los vientos NE. y NO., y no se conocen otras enfermedades que algunos dolores reumáticos. Se compone de unas 60 casas de pobre construccion, formando cuerpo de pobl., entre ellas la de ayunt., en la que se encuentra la cárcel y la escuela de primeras letras, concurrida por 30 niños y dotada con 510 rs.; tiene una fuente de cuyas buenas aguas, se surten los vec.; una posada bastante escasa de comodidades, igl. parr. dedicada á Sto. Domingo de Silos, y una ermita titulada el Sto. Cristo en la estremidad occidental del pueblo. Confina el térm. al N. con Luco y Cuenca-buena (1 leg.); E. Valverde y Cutanda (1 1/2); S. Navarrete (1/2), y O. Calamocha (1/2); en él se encuentra una masia, una venta casi contigua á la jurisd. de Cuenca-buena, y una ermita dedicada á San Jorge; le atraviesa un pequeño riach. que nace en Alpañés al que se le agrega un pequeño arroyo que viene de Torrecilla, y pasando por Barrachina y otros puntos, desemboca en el Jiloca. El terreno es montuoso, pedregoso y poco productivo á escepcion de una pequeña vega que hay contigua al r., que es bastante fructífera; los montes generalmente se hallan desnudos de árboles, si bien tienen algunos arbustos y mata baja. Caminos: la carretera de que ya hemos hecho mérito la cual ha mejorado mucho con las obras que se han practicado en el puerto que hay entre este pueblo y Calamocha. La correspondencia se recibe de la cap. del part. por balijero dos veces en la semana. prod.: trigo, cáñamo, vino, cebada, avena, lentejas, judias y patatas; hay ganado lanar que es el mas preferido y caza de conejos, perdices y liebres. ind.: la agrícola y un molino harinero. pobl. 115 vec., 461 almas. riqueza imp.: 56,816 rs. El presupuesto municipal asciende á 2,059 rs. que se cubren con los réditos de una posada, un horno de pan cocer, el molino y pastos.
(Madoz, 1847, p. 114)

El municipio de Lechago desapareció en 1971, al ser incorporado, junto a los de Collados, Cuencabuena, Cutanda, Luco de Jiloca, Navarrete del Río, Nueros, Olalla, El Poyo del Cid, Valverde y El Villarejo de los Olmos, al término municipal de Calamocha.
Su población ha ido reduciéndose progresivamente y actualmente viven allí menos de 50 habitantes, que se dedican mayoritariamente a la agricultura y ganadería, si bien la mayor parte de ellos ya están jubilados. Con todo, la Asociación de Amigos de Lechago es bastante activa y lleva varios años publicando una revista (El Pairón) y un suplemento literario ("Cantalobos") que contribuyen, junto a otras iniciativas, como la convocatoria de un certamen literario nacional en 2010 o la inauguración de la biblioteca Félix Romeo, a difundir en positivo el nombre del pueblo.
En la actualidad, tras la construcción de un pantano en las proximidades de la localidad, ésta se ha visto compensada con la rehabilitación de algunas zonas emblemáticas así como la construcción de un pabellón con el nombre de Luis Alegre, un profesor de la Universidad de Zaragoza y periodista nacido en Lechago. Además, cuenta con la habilitación de una casa rural "El chopo cabecero".

## Demografía
| Gráfica de evolución demográfica de Lechago entre 1842 y 1970 |
| |
| Población de derecho según los censos de población del INE Población de hecho según los censos de población del INEEntre el censo de 1981 y el anterior, este municipio desaparece porque se integra en el municipio 44050 (Calamocha) |

## Fiestas
En el segundo fin de semana de mayo, se celebra la romería de la Virgen del Rosario, con posterior fiesta por la noche en el pueblo. Del 20 al 24 de agosto, se celebran las fiestas en honor de san Bartolomé, patrón del pueblo. En el tercer fin de semana de noviembre, se celebran las fiestas de invierno, en honor de san Simón y San Judas.

## Personas notables
Lechago ha dado algunos hombres ilustres. Lechaguino era, por ejemplo, el escritor Cayetano Ramo de Santo Domingo de Silos, conspicuo escolapio del siglo XVIII. En la actualidad el lechaguino más célebre es el cineasta, profesor y escritor Luis Alegre. Gracias a él han veraneado en el pueblo gente de importancia como David Trueba, Santiago Segura o el actor Jorge Sanz. Otro lechaguino de ascendencia, aunque ya nacido en Zaragoza, era el reconocido novelista y crítico Félix Romeo, desgraciadamente ya fallecido, cuyo recuerdo permanece en el pueblo al haber dado nombre a la biblioteca de la localidad y haber planteado, en su momento, la construcción de la primera biblioteca sumergida, aprovechando el anegamiento de buena parte del término municipal tras la construcción del embalse.